# Mauritia Eleonora van Portugal
Prinses Mauritia Eleonora van Portugal, roepnaam Mauke (gedoopt Delft, 10 mei 1609 – Bergen op Zoom, 15 juni 1674) was een prinses uit het Huis Aviz. Als naaste verwante van prins Frederik Hendrik van Oranje verbleef ze lange tijd aan diens hof in Den Haag. Op latere leeftijd huwde ze met een graaf uit het Huis Nassau-Siegen.

## Biografie
Mauritia Eleonora was de vijfde dochter van prins Emanuel van Portugal en gravin Emilia van Nassau, de jongste dochter van prins Willem I van Oranje en hertogin Anna van Saksen. Waar en wanneer Mauritia Eleonora werd geboren, is onbekend. Ze werd op 10 mei 1609 gedoopt in Delft. Uit dankbaarheid over de verzoening tussen haar moeder en haar oom prins Maurits van Oranje, werd Mauritia Eleonora naar haar oom genoemd.
Mauritia Eleonora woonde eerst met haar ouders in het Prinsenhof in Delft en daarna in de jaren 1618 tot 1626 op de Lange Vijverberg nr. 3 in Den Haag, tegenover het Stadhouderlijk Kwartier. Na de echtscheiding van haar ouders in 1626 vestigde ze zich met haar moeder en zusters in Genève, waar haar moeder in 1629 overleed. Daarna keerde ze terug naar de Republiek en vestigde zich aan het hof van haar oom Frederik Hendrik. Daar deelde ze een kamer met gravin Louise Christina van Solms-Braunfels, de jongste zuster van haar tante Amalia van Solms-Braunfels. Louise Christina huwde op 11 februari 1638 in Den Haag met heer Johan Wolfert van Brederode, sinds 1636 weduwnaar van gravin Anna Johanna van Nassau-Siegen.
Omdat Mauritia Eleonora aan het hof dagelijks in de nabijheid verkeerde van haar nicht gravin Louise Henriëtte van Nassau, de oudste dochter van prins Frederik Hendrik, was het voor haar achterneef graaf Willem Frederik van Nassau-Diez, de stadhouder van Friesland, die met Louise Henriëtte wilde trouwen, belangrijk om goede contacten met Mauritia Eleonora te onderhouden. Ze vertelde Willem Frederik in november 1644 wat hij al vreesde, namelijk dat Louise Henriëtte een geheime briefwisseling voerde met Henri Charles de la Trémoïlle prins van Talmont, die ook met haar wilde trouwen. Willem Frederik had niet onmiddellijk in de gaten welke motieven Mauritia Eleonora had om hem van informatie te voorzien, en evenmin hoe tendentieus die informatie was. Hij was nogal gecharmeerd van haar. Mauritia Eleonora verklaarde dat ze met niemand een oprechtere vriendschap onderhield dan met hem. Willem Frederik vroeg haar of ze met hem ‘wel oover zee soude kunnen gaen’, dat wil zeggen of ze met hem zou trouwen, waarop ze antwoordde: ‘jae, dat se mit niemants anders liver soude willen gaen’ en zei dat ze nooit iemand zo had gewaardeerd en vertrouwd als hem, en ‘daer se soo vrie mit had geweest, en woud liever mit mij dreuch broodt eeten als mit een ander goede daghen hebben’. Willem Frederik verzekerde haar dat degene die haar zou trouwen de gelukkigste man op aarde zou zijn, en dat het enige dat hem weerhield om die status te bereiken, de belofte aan zijn moeder was om te trouwen met Louise Henriëtte of Albertine Agnes van Nassau, de zuster van Louise Henriëtte. Er was sprake van dat Mauritia Eleonora gekoppeld zou worden aan een andere achterneef, graaf Johan Maurits van Nassau-Siegen, maar daar wilde ze niets van weten.
In mei 1645 was de relatie tussen Willem Frederik en Mauritia Eleonora bekoeld, ze had ingezien dat ze er niet in zou slagen om hem van zijn voornemens af te brengen. In dezelfde maand had Louise Henriëtte ruzie gehad met Mauritia Elenora, die over haar had geroddeld. Ze had beweerd dat Louise Henriëtte te veel naar een bepaalde man keek. Louise Henriëtte was geschrokken (haar ouders wisten niets van haar romance met de prins van Talmont) en Willem Frederik merkte dat Louise Henriëtte sinds die aanvaring tijdens de maaltijden alleen nog vluchtig en schuldbewust keek naar de plek waar de mannen zaten.
In het voorjaar van 1646 waren er scènes aan het hof. Amalia van Solms-Braunfels, die wilde dat Louise Henriëtte zou trouwen met Karel prins van Wales of keurvorst Frederik Willem van Brandenburg, had tot haar ergernis gemerkt dat haar plannen dreigden te worden gedwarsboomd door haar dochters innige verstandhouding met de prins van Talmont, en ze had daarover haar misnoegen geuit. Louise Henriëtte had daarop haar weerzin uitgesproken over de door haar moeder gewenste kandidaten. Terwijl de onderhandelingen over een huwelijk met de prins van Wales in een vergevorderd stadium waren, had Louise Henriëtte gezegd dat ze zou weigeren met hem te trouwen. Het conflict was niet werkelijk op de spits gedreven, want de positie van de Stuarts was in Engeland zo precair geworden dat de onderhandelingen waren afgebroken. Maar dat maakt slechts de weg vrij voor de tweede kandidaat, Frederik Willem van Brandenburg. Amalia zag veel in een huwelijk van haar dochter met de keurvorst, maar ook met hem wilde Louise Henriëtte absoluut niet trouwen. Amalia vertrouwde haar dochter niet en vreesde dat Louise Henriëtte zou proberen een huwelijk met de prins van Talmont te forceren. Amalia had haar dochter daarom al enige tijd in de gaten laten houden door Mauritia Eleonora, die haar werk zeer grondig deed. De prins van Talmont klaagde dat hij werkelijk geen ogenblik met Louise Henriëtte alleen kon zijn. Hij weet de slaafsheid van Mauritia Eleonora aan haar afhankelijke positie aan het hof: ze was wees, al halverwege de dertig en ze had geen vermogen. Als ze nog wilde trouwen, zou ze de hulp nodig hebben van haar tante Amalia.
In september 1646 verraadde Mauritia Eleonora de geheime briefwisseling tussen Louise Henriëtte en de prins van Talmont en kreeg van Amalia toestemming of misschien zelfs de opdracht om de hand te leggen op de brieven. Dat was mogelijk omdat Louise Henriëtte, ondanks de waarschuwingen van haar minnaar, diens brieven niet had verbrand maar ze bewaarde in een afgesloten kistje in haar kabinet dat ook op slot zat. Nadat Mauritia Eleonora op een dag twee brieven ontdekt had, liet ze, toen Louise Henriëtte er niet was, botweg de sloten door een smid openen, en gaf de brieven vervolgens aan Amalia. Daarop viel de prins van Talmont in ongenade bij Frederik Hendrik en Amalia. Louise Henriëtte huwde nog datzelfde jaar met Frederik Willem van Brandenburg.
Daarna wilde Mauritia Eleonora koste wat kost weg van het hof en ze was vastbesloten om snel te trouwen, desnoods met een man zonder geld. Frederik Hendrik zou toch moreel verplicht zijn om haar man een goede betrekking te bezorgen. Haar achterneef graaf George Frederik van Nassau-Siegen leek haar wel een geschikte kandidaat. Maar Amalia wilde haar liever koppelen aan Friedrich zu Dohna, de oudste zoon van haar zuster Ursula. Ze trouwde uiteindelijk toch met George Frederik.

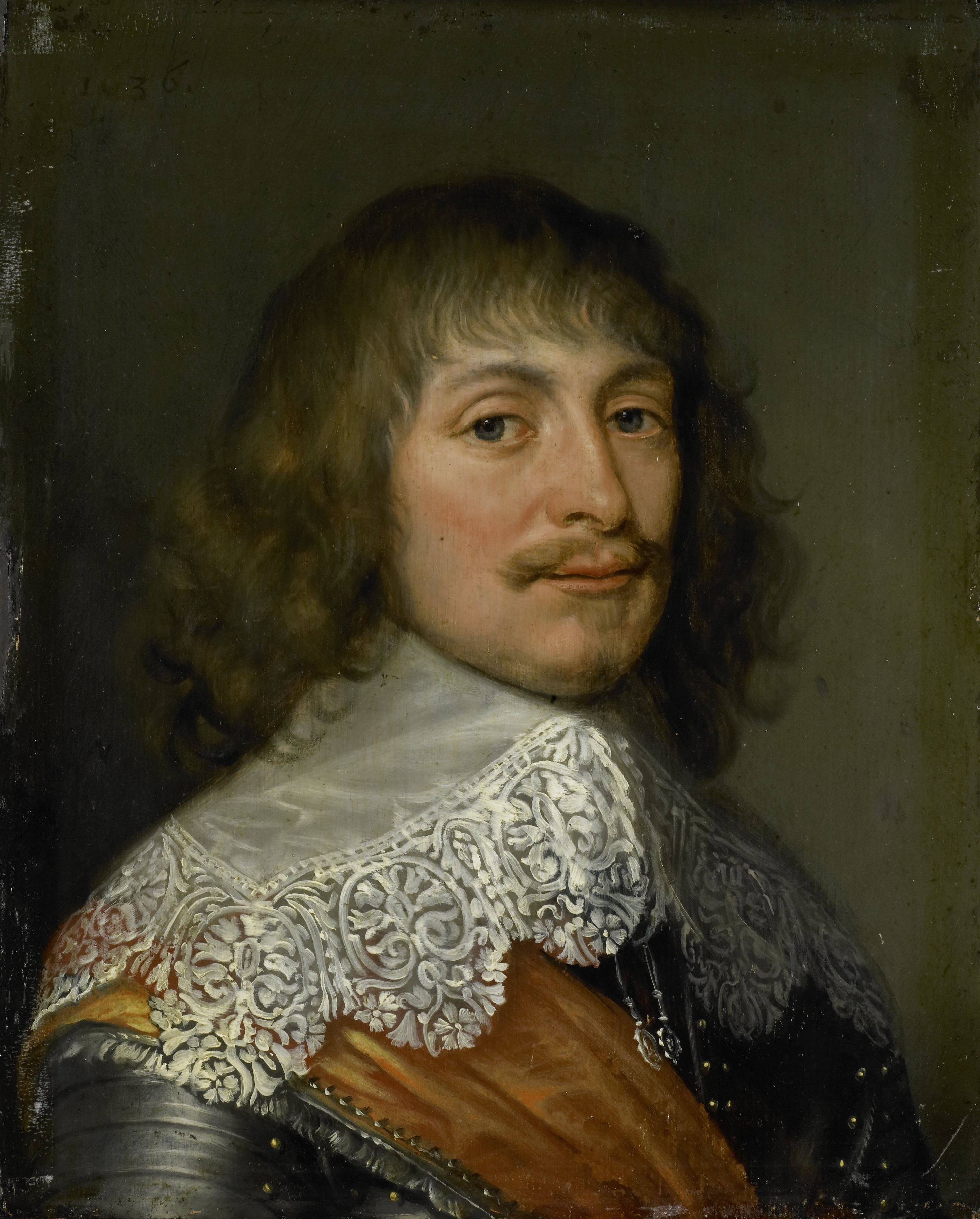
Prins George Frederik van Nassau-Siegen, de echtgenoot van Mauritia Eleonora. Anoniem portret, 1636, Rijksmuseum Amsterdam.

Op 4 juni 1647 huwde de inmiddels 38-jarige Mauritia Eleonora in Den Haag met haar achterneef graaf George Frederik van Nassau-Siegen (Slot Dillenburg, 23 februari 1606 – Bergen op Zoom, 2 oktober 1674), de tweede zoon van graaf Johan VII ‘de Middelste’ van Nassau-Siegen en diens tweede echtgenote hertogin Margaretha van Sleeswijk-Holstein-Sonderburg. George Frederik was in dienst van het Staatse leger en werd in 1627 kapitein der infanterie, en in 1633 bovendien ritmeester der cavalerie. In 1637 werd hij majoor en in 1642 kolonel. In de strijd om het graafschap Nassau-Siegen had Johan Maurits, de oudste broer van George Frederik, na zijn terugkeer uit Brazilië, op 22 januari 1645 met zijn broers George Frederik en Hendrik en met 80 man gevolg met geweld Slot Siegen bezet, en had op 15 februari de hernieuwde huldiging van de burgers van de stad Siegen ontvangen, zij het ditmaal slechts voor twee derde van het graafschap. Johan Maurits wilde zich, om een einde te maken aan het voortdurende geruzie, strikt houden aan het testament van zijn vader uit 1621 en zijn neef Johan Frans Desideratus het hem toekomende derde deel laten. Reeds voor zijn vertrek naar Brazilië had Johan Maurits zijn onderdanen op 25 oktober 1635 uitdrukkelijk gemachtigd zijn toen nog levende oudste halfbroer Johan VIII ‘de Jongere’ als medelandsheer te erkennen. In 1645 deed Johan Maurits afstand van zijn rechten op het ambt Freudenberg, verleend bij het testament uit 1621, ten gunste van zijn broer George Frederik. George Frederik stond in 1649 al zijn rechten op het graafschap af aan Johan Maurits. In 1648 werd George Frederik commandeur van Rijnberk, en in 1658 werd hij gouverneur van Bergen op Zoom. Op 6 mei 1664 werd hij verheven in de rijksvorstenstand.

Mauritia Eleonora overleed op 15 juni 1674 in Bergen op Zoom, waar ze een dag later werd begraven. George Frederik overleed op 2 oktober 1674 in Bergen op Zoom. Hij werd eerst begraven in Terborg en later herbegraven in de Fürstengruft in Siegen. Het huwelijk van Mauritia Eleonora en George Frederik bleef kinderloos.

## Voorouders
| Voorouders van Mauritia Eleonora van Portugal | Voorouders van Mauritia Eleonora van Portugal                                             | Voorouders van Mauritia Eleonora van Portugal                                             | Voorouders van Mauritia Eleonora van Portugal                                    | Voorouders van Mauritia Eleonora van Portugal                                    | Voorouders van Mauritia Eleonora van Portugal                                                         | Voorouders van Mauritia Eleonora van Portugal                                                         | Voorouders van Mauritia Eleonora van Portugal                                            | Voorouders van Mauritia Eleonora van Portugal                                             |
| --------------------------------------------- | ----------------------------------------------------------------------------------------- | ----------------------------------------------------------------------------------------- | -------------------------------------------------------------------------------- | -------------------------------------------------------------------------------- | --- | --- | ---------------------------------------------------------------------------------------- | ----------------------------------------------------------------------------------------- |
| Betovergrootouders                            | Emanuel I ‘de Grote’ van Portugal (1469–1521) ⚭ 1500 Maria van Aragon (1482–1517)         | Pedro Gómez (?–?) ⚭ ? (?–?)                                                               | ? (?–?) ⚭ ? (?–?)                                                                | ? (?–?) ⚭ ? (?–?)                                                                | Johan V van Nassau-Siegen (1455–1516) ⚭ 1482 Elisabeth van Hessen-Marburg (1466–1523)                 | Botho III van Stolberg-Wernigerode (1467–1538) ⚭ 1500 Anna van Eppstein-Königstein (1481–1538)        | Hendrik V ‘de Vrome’ van Saksen (1473–1541) ⚭ 1512 Catharina van Mecklenburg (1487–1561) | Filips I ‘de Grootmoedige’ van Hessen (1504–1567) ⚭ 1523 Christina van Saksen (1505–1549) |
| Overgrootouders                               | Lodewijk van Portugal (1506–1555) buitenechtelijke relatie met Violanta Gómez (1531–1595) | Lodewijk van Portugal (1506–1555) buitenechtelijke relatie met Violanta Gómez (1531–1595) | ? (?–?) ⚭ ? (?–?)                                                                | ? (?–?) ⚭ ? (?–?)                                                                | Willem I ‘de Rijke’ van Nassau-Siegen (1487–1559) ⚭ 1531 Juliana van Stolberg-Wernigerode (1506–1580) | Willem I ‘de Rijke’ van Nassau-Siegen (1487–1559) ⚭ 1531 Juliana van Stolberg-Wernigerode (1506–1580) | Maurits van Saksen (1521–1553) ⚭ 1541 Agnes van Hessen (1527–1555)                       | Maurits van Saksen (1521–1553) ⚭ 1541 Agnes van Hessen (1527–1555)                        |
| Grootouders                                   | Anton I van Portugal (1531–1595) buitenechtelijke relatie met Anna Barbosa (?–?)          | Anton I van Portugal (1531–1595) buitenechtelijke relatie met Anna Barbosa (?–?)          | Anton I van Portugal (1531–1595) buitenechtelijke relatie met Anna Barbosa (?–?) | Anton I van Portugal (1531–1595) buitenechtelijke relatie met Anna Barbosa (?–?) | Willem I ‘de Zwijger’ van Oranje (1533–1584) ⚭ 1561 Anna van Saksen (1544–1577)                       | Willem I ‘de Zwijger’ van Oranje (1533–1584) ⚭ 1561 Anna van Saksen (1544–1577)                       | Willem I ‘de Zwijger’ van Oranje (1533–1584) ⚭ 1561 Anna van Saksen (1544–1577)          | Willem I ‘de Zwijger’ van Oranje (1533–1584) ⚭ 1561 Anna van Saksen (1544–1577)           |
| Ouders                                        | Emanuel van Portugal (1568–1638) ⚭ 1597 Emilia van Nassau (1569–1629)                     | Emanuel van Portugal (1568–1638) ⚭ 1597 Emilia van Nassau (1569–1629)                     | Emanuel van Portugal (1568–1638) ⚭ 1597 Emilia van Nassau (1569–1629)            | Emanuel van Portugal (1568–1638) ⚭ 1597 Emilia van Nassau (1569–1629)            | Emanuel van Portugal (1568–1638) ⚭ 1597 Emilia van Nassau (1569–1629)                                 | Emanuel van Portugal (1568–1638) ⚭ 1597 Emilia van Nassau (1569–1629)                                 | Emanuel van Portugal (1568–1638) ⚭ 1597 Emilia van Nassau (1569–1629)                    | Emanuel van Portugal (1568–1638) ⚭ 1597 Emilia van Nassau (1569–1629)                     |